# Meles (chi lửng)

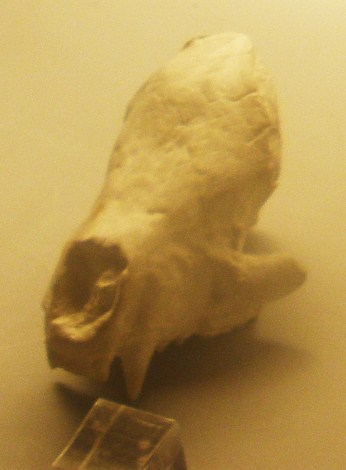
Hóa thạch của loài Meles thorali

Meles là một chi lửng gồm 3 loài còn sinh tồn gồm lửng Nhật Bản (Meles anakuma), lửng châu Á (Meles leucurus), và lửng châu Âu (Meles meles). Trong cách phân loại cũ hơn, chúng được coi là một loài đơn nhất (Meles meles anakuma, và Meles meles leucurus, Meles meles meles).
Lửng châu Á và châu Âu có ranh giới phân bố là sông Volga, còn lửng Nhật Bản chỉ phân bố ở các đảo lớn như Honshu, Shikoku và Kyushu trừ Hokkaido.

## Hình ảnh

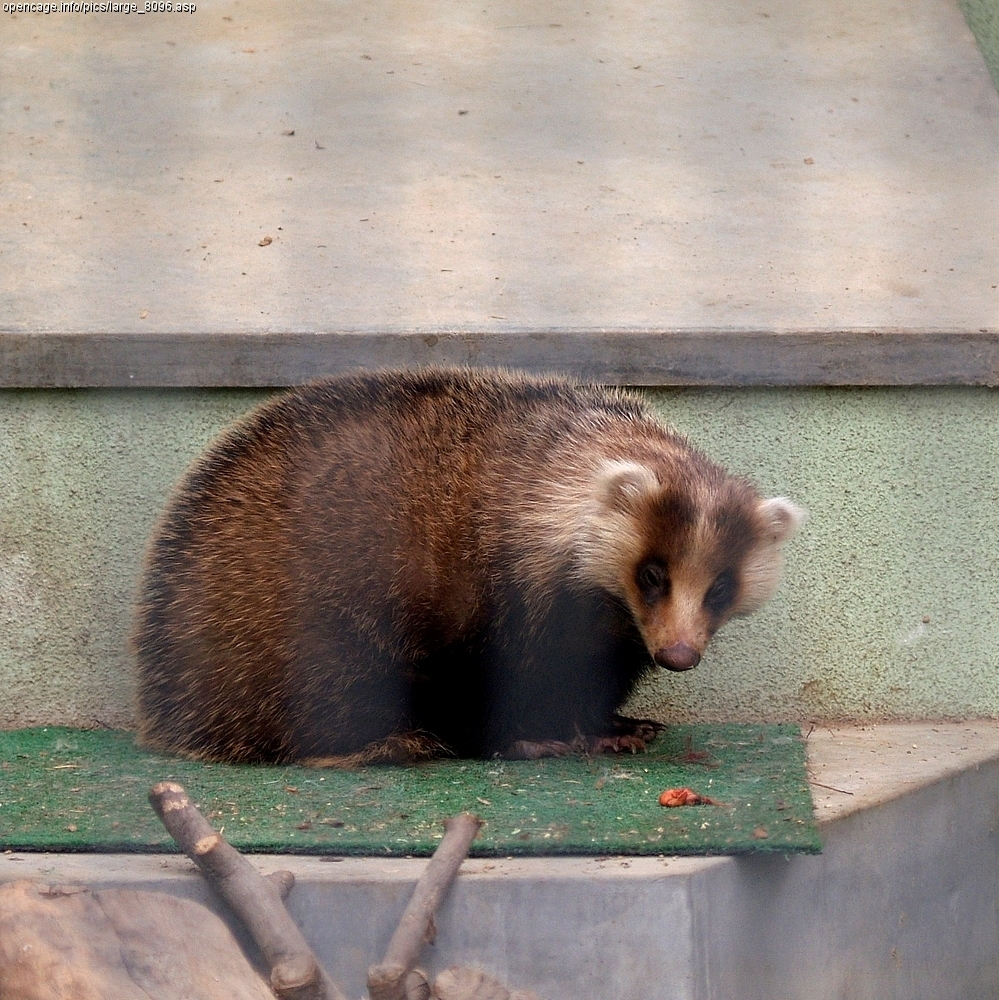
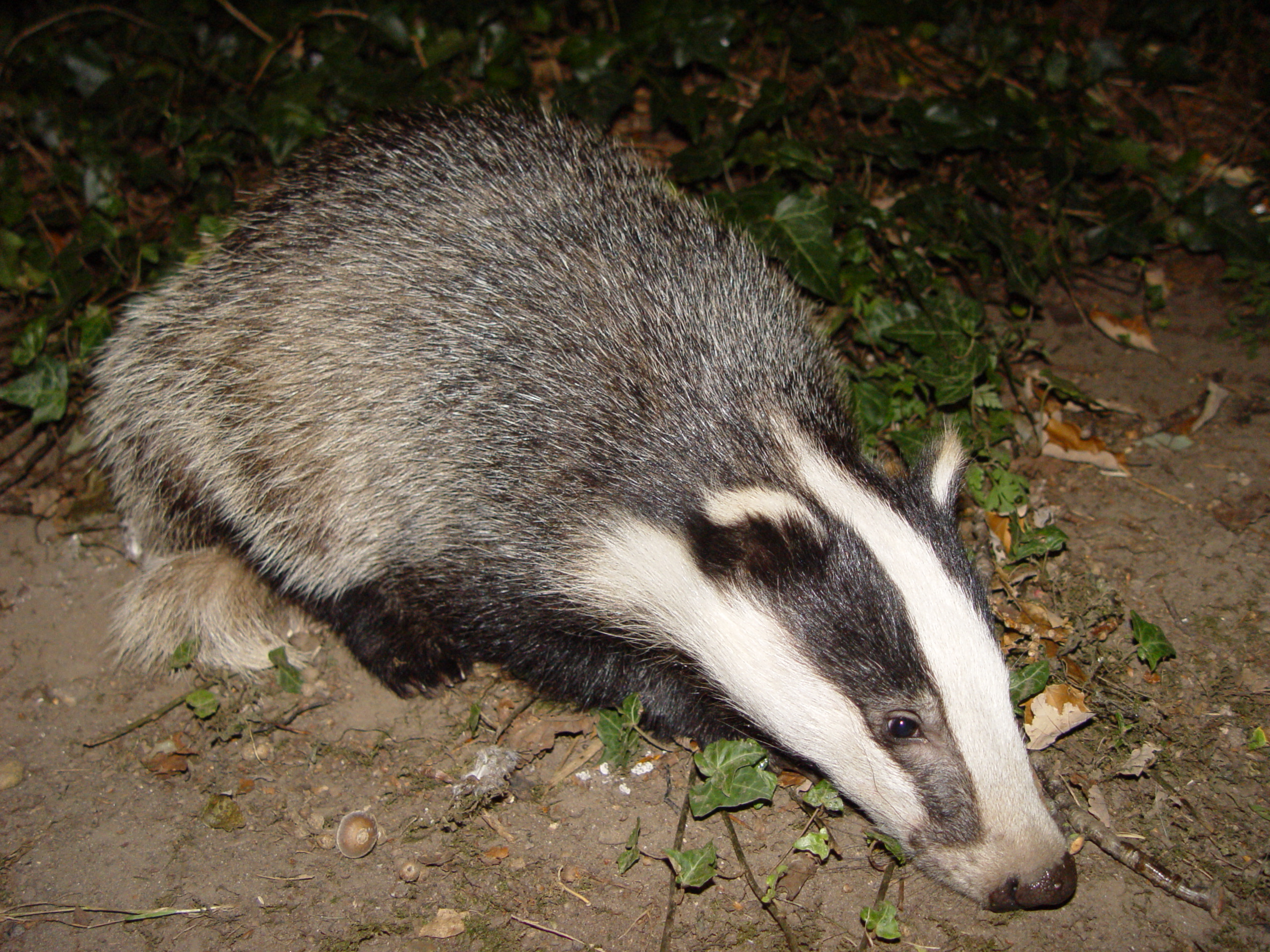
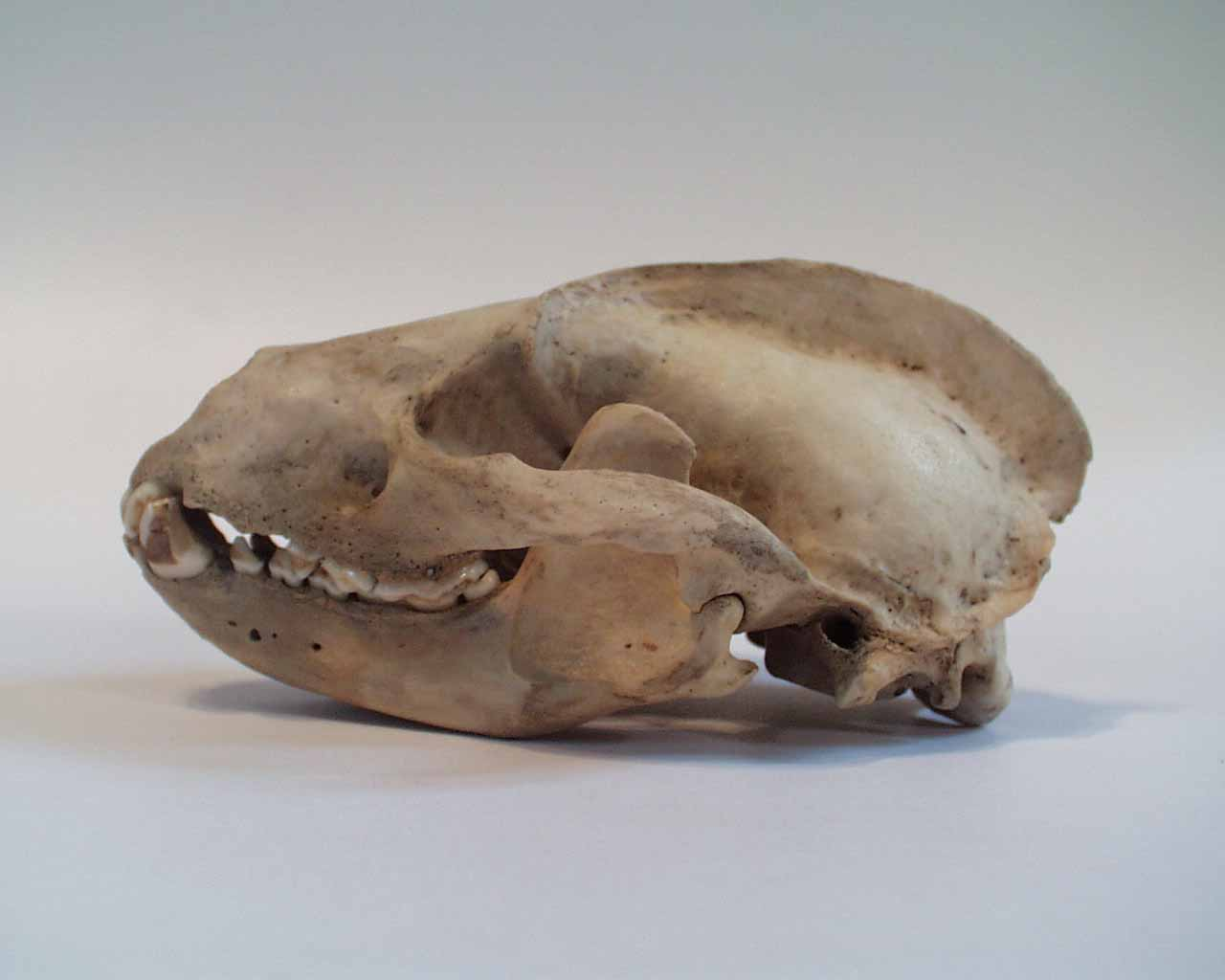
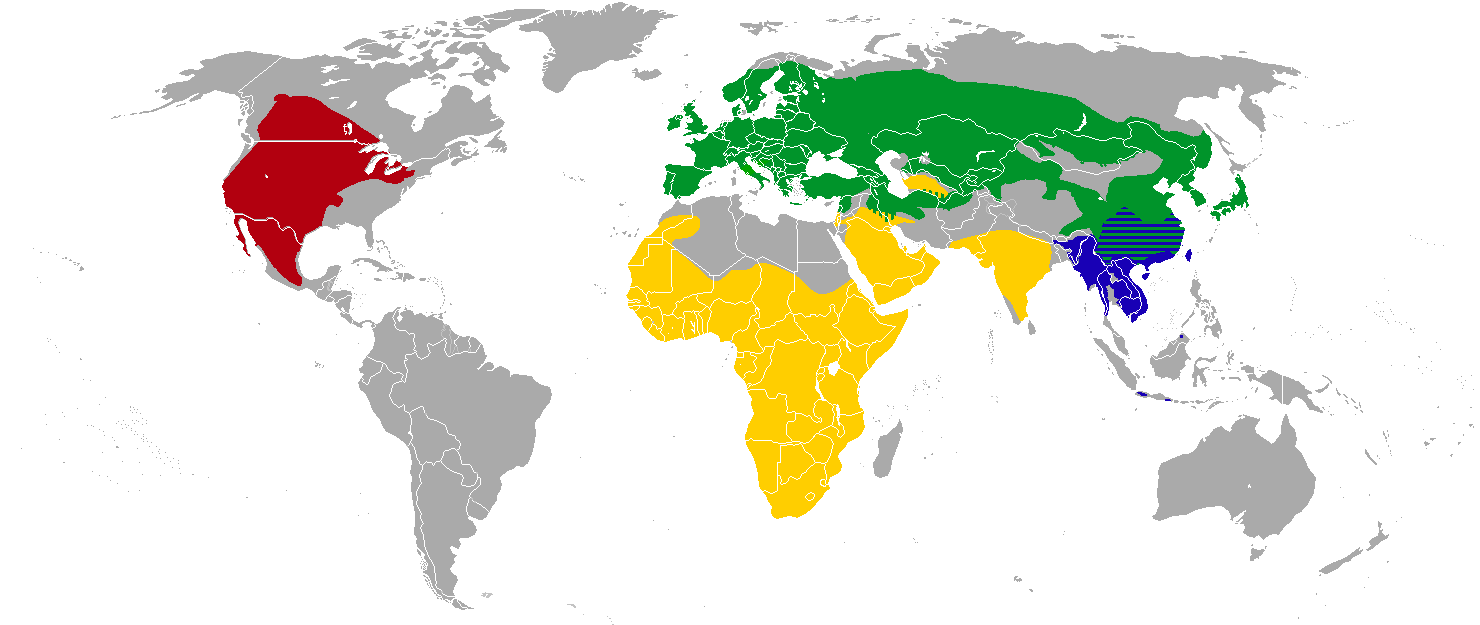